# PasComSat
PasComSat (ang. Passive Communication Satellite także ;  OV1-8 Orbiting Vehicle 1-8) – amerykański bierny satelita telekomunikacyjny zbudowany w ramach programu satelitów technologicznych Orbiting Vehicle. Zadaniem należącego do USAF satelity było testowanie nowej konstrukcji biernego satelity telekomunikacyjnego. Wyniesiony na orbitę w 1966 roku, PasComSat miał formę rozwijanego balonu z tworzywa sztucznego o średnicy 9 m, którego głównym elementem był szkielet wykonany z aluminiowych prętów.

## Budowa i działanie
Korzystając z doświadczeń wyniesionych z budowy pasywnego eksperymentalnego satelity telekomunikacyjnego Echo 1 USAF zleciło  Goodyear Aerospace Corp. budowę  satelity mającego formę sferycznego balonu o średnicy 9 metrów wykonanego z cienkiej poliestrowej folii i szkieletu z aluminiowych prętów. Na orbicie balon miał się w pełni rozwinąć dzięki wpompowaniu do jego wnętrza helu. Następnie pod wpływem działania promieniowania UV folia miała ulec rozkładowi, pozostawiając jedynie aluminiowy szkielet . 
Doświadczenia wyniesione z misji satelity Echo 1, pokazały, że wykorzystanie reflektora w formie balonu powoduje silną interakcję z wiatrem słonecznym, czego skutkiem było systematyczne obniżanie jego orbity. Konstrukcja w formie szkieletu miała uczynić satelitę odpornym na niekorzystne działanie wiatru słonecznego, dzięki czemu jego orbita miała być bardziej stabilna . 

## Misja
Misja rozpoczęła się 14 czerwca 1966 roku, kiedy rakieta Atlas D wyniosła z kosmodromu Vandenberg satelitę PasComSat na niską orbitę okołoziemską. Wystrzelony satelita otrzymał oznaczenie COSPAR 1966-063A . Po znalezieniu się na docelowej orbicie nastąpiło prawidłowe rozwinięcie struktury balonu, następnie foliowa powłoka uległa rozkładowi.
Szkielet z prętów aluminiowych charakteryzował się pięciokrotnie większą zdolnością do odbijania fal radiowych niż wcześniej testowana konstrukcja. PasComSat służył do testowania zastosowań telekomunikacyjnych przez ponad 11 lat . Satelita spłonął w górnych warstwach atmosfery 4 stycznia 1978 roku . 